# Tudorella multisulcata
Tudorella multisulcata ist eine auf dem Land lebende Schnecken-Art aus der Familie der Landdeckelschnecken (Pomatiidae) in der Ordnung der Sorbeoconcha. Sie gehört zum Artkomplex der Tudorella sulcata und wurde bis vor kurzem als Unterart dieser Art behandelt.

## Merkmale
Die schlank-konische bis leicht länglich-eiförmige, leicht bauchige Gehäuse ist 20 bis 22 mm hoch und 10 bis 12 mm breit. Es hat sechs stark gewölbte Windungen mit einer tiefen Naht. Die Ornamentierung besteht aus kräftigen Spirallinien und Radiallinien, die ein retikulates Muster bilden. Dabei sind die Spirallinien etwas feiner entwickelt als die etwas kräftigeren Radiallinien. Besonders im Nabelbereich sind die Spirallinien sehr kräftig entwickelt. Die Mündung ist eiförmig, der Mundsaum ist nur sehr wenig umgebogen. Die letzte Windung löst sich ein wenig von der vorigen Windung ab, sodass sich zwischen der Außenwand der letzten Windung und der vorletzten Windung meist ein schmaler Spalt bildet. Das kalkige Operculum ist weißlich mit spiraligen Linien. Der Nucleus ist schwärzlich. Das Gehäuse ist orangefarben bis rot gefärbt.
Im männlichen Geschlechtsapparat ist der Penis U-förmig gebogen. Der proximale Teil ist gleichförmige, während der distale Teil nach der Biegung zunächst stark anschwillt und zu einer mäßig langen Spitze ausläuft.

### Ähnliche Arten
Das Gehäuse ist orangefarben bis rot im Gegensatz zum meist helleren Gehäuse der nahe verwandten Tudorella panormitana. Bei Tudorella panormitana sind die Spiralrippen und Radialrippen etwa gleich kräftig ausgebildet. Die beiden Arten unterscheiden sich auch in der Genitalmorphologie der Männchen. So ist bei Tudorella panormitana die Spitze des Penis sehr dünn und lang ausgezogen, während sie bei Tudorella multisulcata zwar auch spitz ausläuft, aber wesentlich kürzer ist. Tudorella panormitana hat zudem etwas kürzere Fühler, kleinere Schnauzenlappen und einen engeren Fuß. Bei beiden Arten sind die Gehäuse größer und schlanker als bei Tudorella sulcata. Alle drei Arten lassen sich molekularbiologisch gut unterscheiden.

## Geographische Verbreitung und Lebensraum
Das Verbreitungsgebiet der Art erstreckt sich über Westsizilien (etwa ab Trappani) und entlang der Küste von Südsizilien. Bei Trappani wurde die Art fossil in pleistozänen Ablagerungen gefunden. Nach Pfenninger et al. (2010) kommt die Art auch in Tunesien vor.

## Taxonomie
Das Taxon wurde 1838 von Valery Louis Victor Potiez und André Louis Gaspard Michaud als Cyclostoma multisulcatum aufgestellt. Bis 2010 wurde die Art meist als Synonym oder Unterart von Tudorella sulcata aufgefasst. Pfenninger et al. (2010) fanden größere molekularbiologische Unterschiede und behandelten das Taxon als eigene Art.
Die taxonomische Stellung als selbständige Art ist aber noch nicht allgemein anerkannt. Die Fauna Europaea führt das Taxon weiterhin als Unterart von Tudorella sulcata, während eine neuere italienische Arbeit die Eigenständigkeit bereits akzeptiert.

## Belege